# Юніон-Пойнт (Джорджія)
Юніон-Пойнт (англ. Union Point) — місто (англ. city) в США, в окрузі Грін штату Джорджія. Населення — 1597 осіб (2020).

## Географія
Юніон-Пойнт розташований за координатами 33°37′8″ пн. ш. 83°4′30″ зх. д. / 33.61889° пн. ш. 83.07500° зх. д. (33.618816, -83.075036).  За даними Бюро перепису населення США в 2010 році місто мало площу 4,96 км², з яких 4,89 км² — суходіл та 0,07 км² — водойми.

## Демографія
Згідно з переписом 2010 року, у місті мешкало 1617 осіб у 604 домогосподарствах у складі 398 родин. Густота населення становила 326 осіб/км².  Було 732 помешкання (148/км²).
Расовий склад населення:
| - 53,2 % — чорних або афроамериканців - 42,2 % — білих - 0,5 % — корінних американців - 0,3 % — азіатів - 2,4 % — осіб інших рас |

До двох чи більше рас належало 1,4 %. Частка іспаномовних становила 5,3 % від усіх жителів.
За віковим діапазоном населення розподілялося таким чином: 27,8 % — особи молодші 18 років, 53,9 % — особи у віці 18—64 років, 18,3 % — особи у віці 65 років та старші. Медіана віку мешканця становила 35,0 року. На 100 осіб жіночої статі у місті припадало 87,4 чоловіків;  на 100 жінок у віці від 18 років та старших — 77,0 чоловіків також старших 18 років.
Середній дохід на одне домашнє господарство  становив 30 096 доларів США (медіана — 20 944), а середній дохід на одну сім'ю — 34 187 доларів (медіана — 23 000). Медіана доходів становила 39 500 доларів для чоловіків та 21 528 доларів для жінок. За межею бідності перебувало 45,5 % осіб, у тому числі 68,7 % дітей у віці до 18 років та 29,4 % осіб у віці 65 років та старших.
Цивільне працевлаштоване населення становило 465 осіб. Основні галузі зайнятості: освіта, охорона здоров'я та соціальна допомога — 21,5 %, мистецтво, розваги та відпочинок — 13,3 %, науковці, спеціалісти, менеджери — 12,7 %.